# 多伎神社
多伎神社（たきじんじゃ）は、愛媛県今治市古谷に鎮座する神社である。式内社（名神大）で、旧社格は県社。「瀧の宮（多伎宮）」とも呼ばれ、伊予国内神名帳には「正一位　多伎不断大願大菩薩」とある。
祭神は多伎都比売命・多伎都比古命・須佐之男命である。

## 概要
創建年代は不詳。社伝によれば、崇神天皇の御代、饒速日命六代の孫である伊香武雄命が「瀧の宮」の社号を奉り、初代斎宮になったという（社頭掲示板による）。
社殿は頓田川の支流・多伎川の畔にあり、周囲には30基余りの古墳が群集する（県指定史跡「多伎神社古墳群」）。多伎川を遡った山頂近くに川上巌（かわかみのいわお）と呼ばれる磐座があり、奥の院とされる。雨乞いに霊験があると伝えられ、もとはこの磐座信仰に始まると考えられる。
『三代実録』貞観2年（860年）に「伊豫国従五位上瀧神に従四位下を授ける」とあるのが文献上の初出である。以後累進して同12年（870年）には正四位上を賜り、延喜式では名神大社に列せられた。
江戸時代には今治藩の祈願所となり、雨乞い祈願が行われた。祈願の際には藩主が参拝し、七日間の祈願の前半は本殿で、後半は川上巌で行われたという。